# Ябгу Тохаристана
Ябгу Тохаристана были династией западных тюрко-эфталитских правителей с титулом «Ябгу», под которым они правили в 625-758 годах в  Тохаристане и некоторых владениях Бадахшана до 758 г.

## История
В 569-570 годах тюрки предприняли наступление на Сасанидскую империю и завоевали эфталитские княжества к югу от Амударьи. Княжества эфталитов, бывших вассалами Сасанидской империи, приняли тюркское господство и стали вассалами западнотюркского кагана.
В 625 году Тун ябгу каган вторгся в Тохаристан и заставил княжества эфталитов подчиниться. Он дошёл до реки Инд и взял под свой контроль все местные княжества, заменив правителей-эфталитов тюрками.
Этими княжествами были Забулистан, Каписа-Гандхара, Хуттал, Чаганиан, Шигнан, Шуман, Бадгис, Вахан, Гузган, Бамиан, Кобадиян и Бадахшан. Области Хуттал и Каписа-Гандхара были захвачены западными тюрками в качестве вассалов.
Затем Тун ябгу каган назначил своего сына Тарду шада первым ябгу Тохаристана, контролирующим тюркское царство к югу от Амударьи из своей столицы в Кундузе.
Тарду шад правил в Кундузе с титулом ябгу Тохаристана. Тарду шад был убит в 630 году. Его сын Ишбара ябгу занял пост ябгу Тохаристана. Он был первым тохаристанским ябгу, отчеканившим монеты в Кухистане, Герате и Шубургане. 
В 652–653 гг. н. э. арабы под предводительством Абдаллы ибн Амира завоевали весь Тохаристан и захватили город Балх. Сам Западно-тюркский каганат был разрушен династией Тан в 657 г.
Власть ябгу Тохаристана была уничтожена арабами в середине VIII века.

## Историография темы
Проблемы истории тохаристанских ябгу изучались такими исследователями как С. Кляшторный, Б. Гафуров, Б. Литвинский, Ф. Грюне, К. Босвуорс, М. Альрам, Х. Резахани и другими.

## Галерея

Местное искусство во времена ябгу Тохаристана (VII-VIII века н. э.)
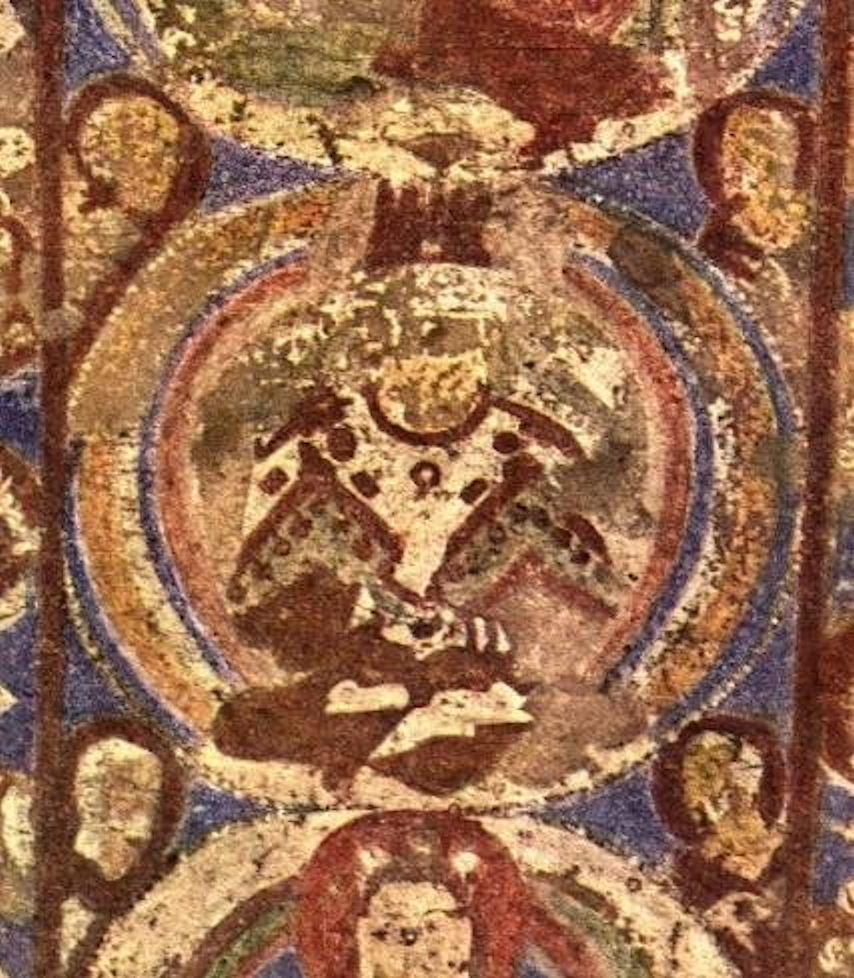
Будда в короне и плаще. Картина в нише «I» в Бамиане, VII век н. э.
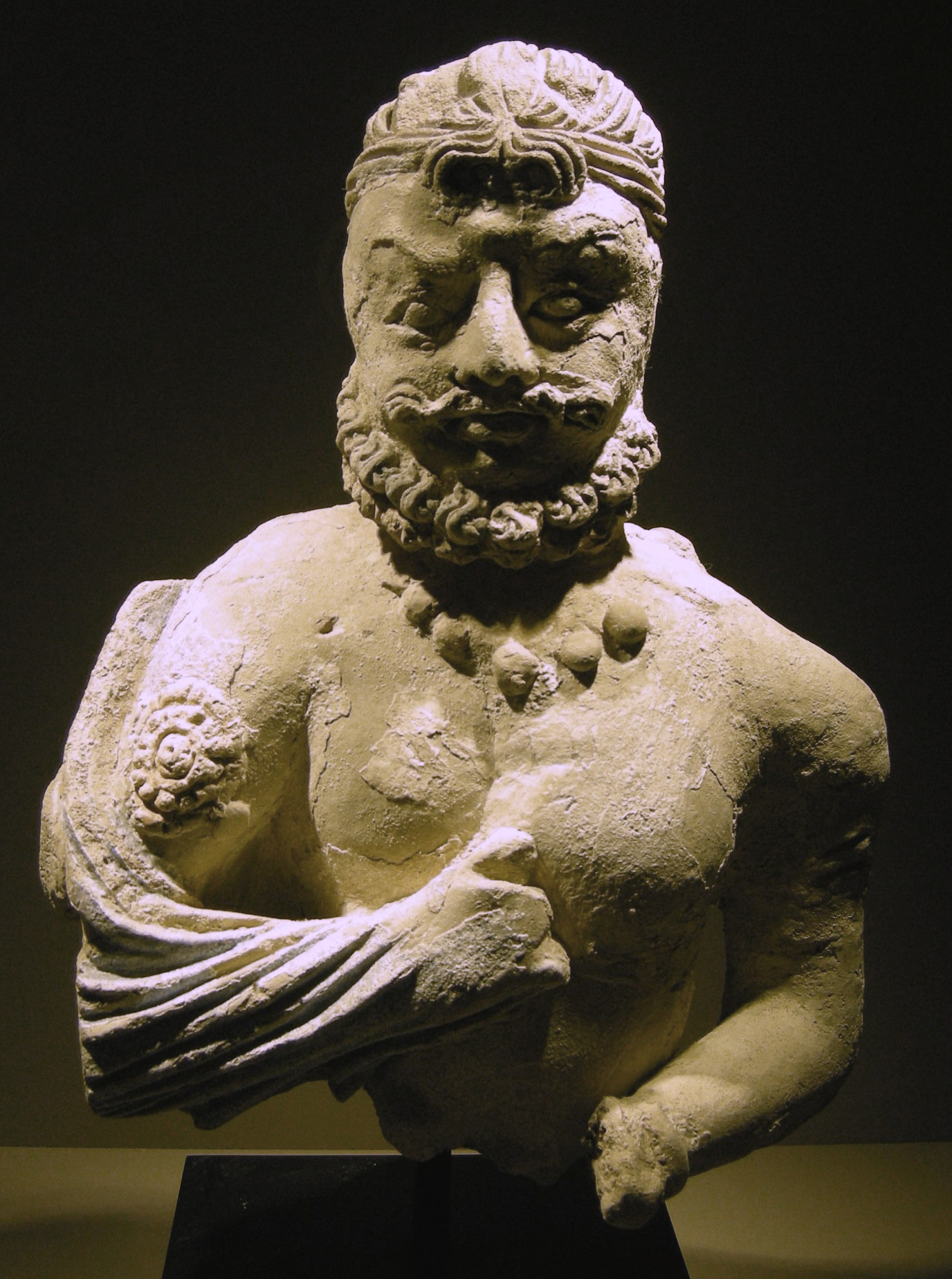
Мужской мифологический персонаж, Тохаристан, VII-VIII вв. н. э.
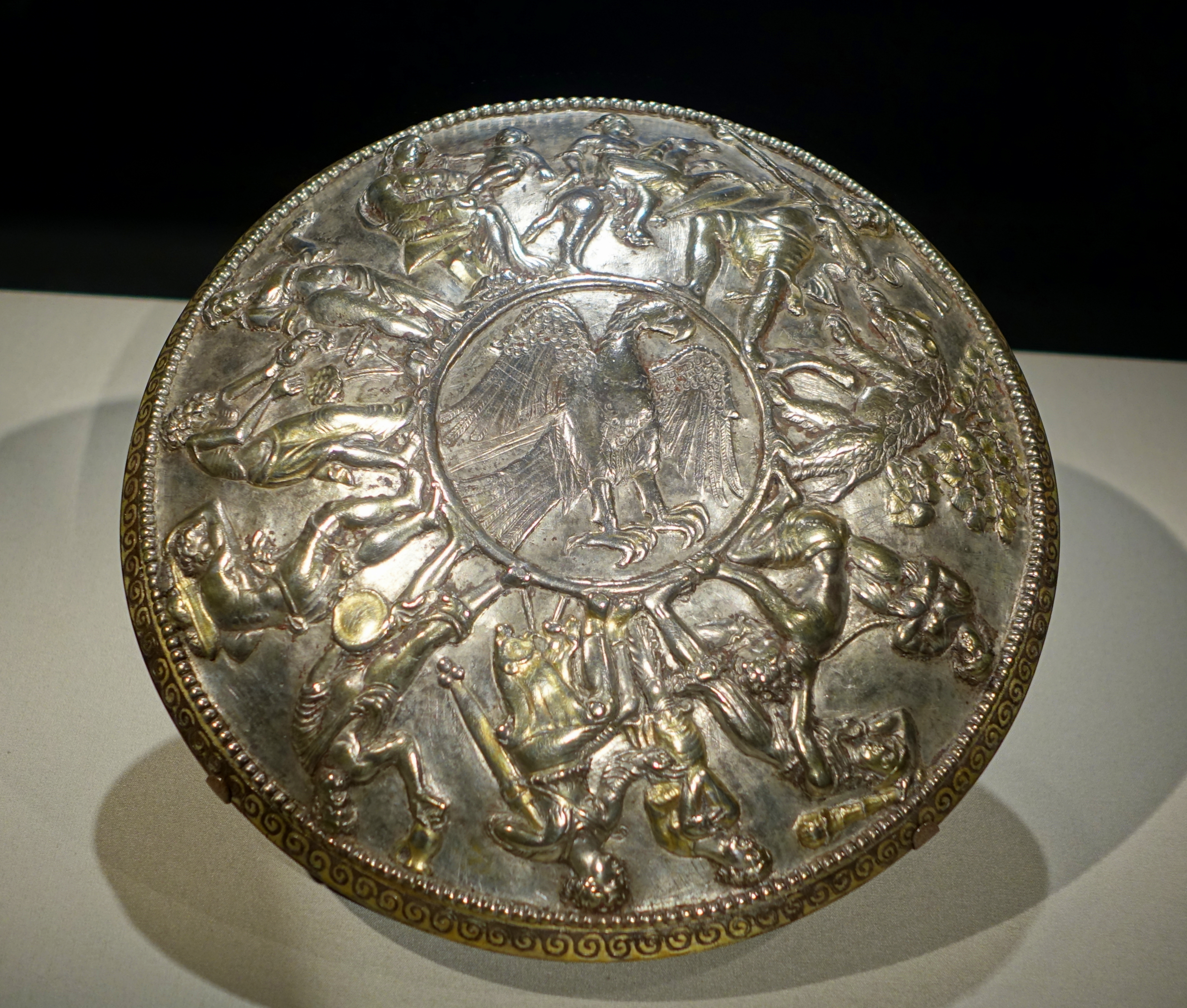
Неглубокая чаша, вероятно, из Афганистана (говорят, что она была обнаружена на северо-западе Индии), V-VII века н. э.
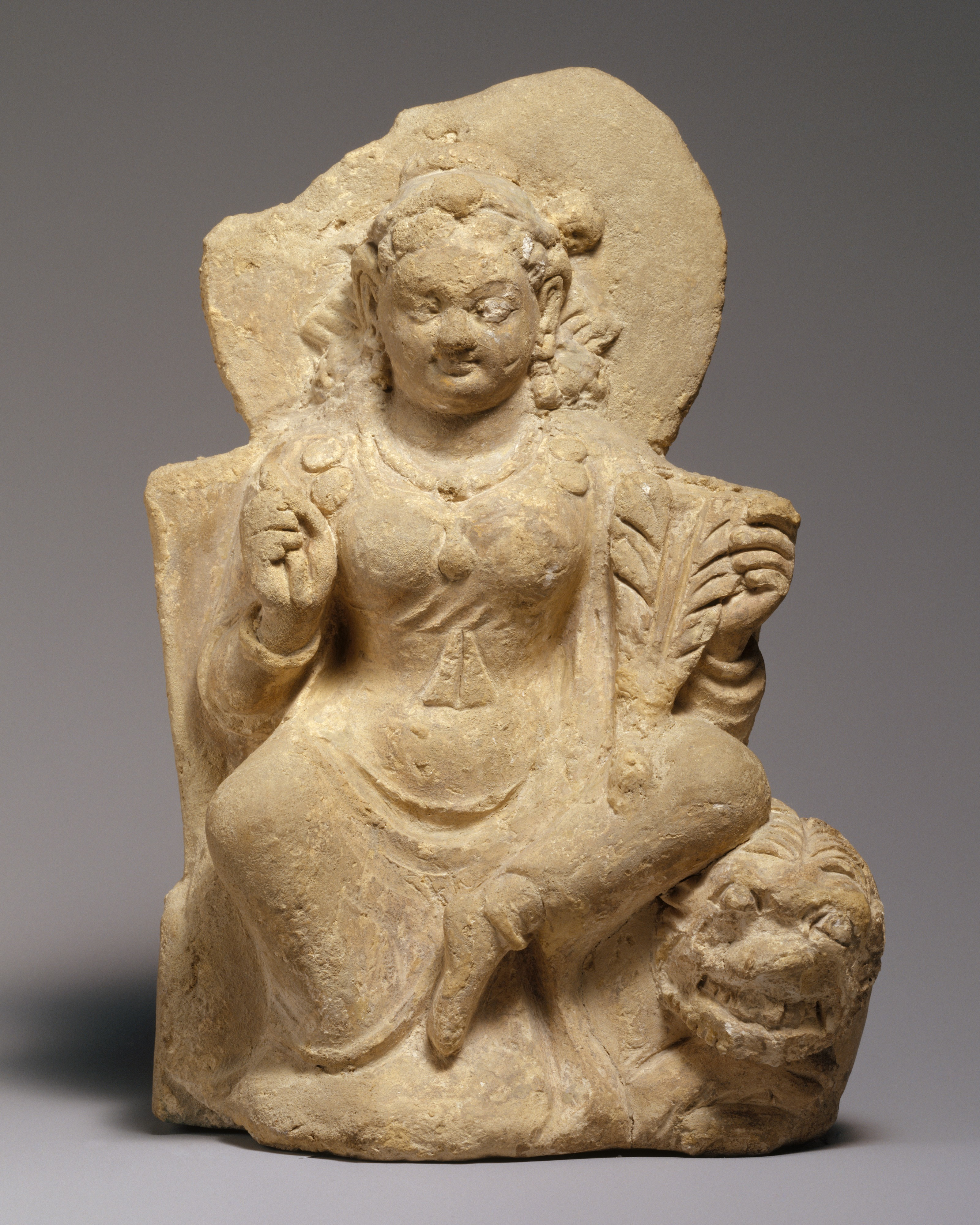
Богиня, возможно, Нана, сидящая на льве, V-VI века, Афганистан, эфталитский или тюркский период[12].

Буддизм
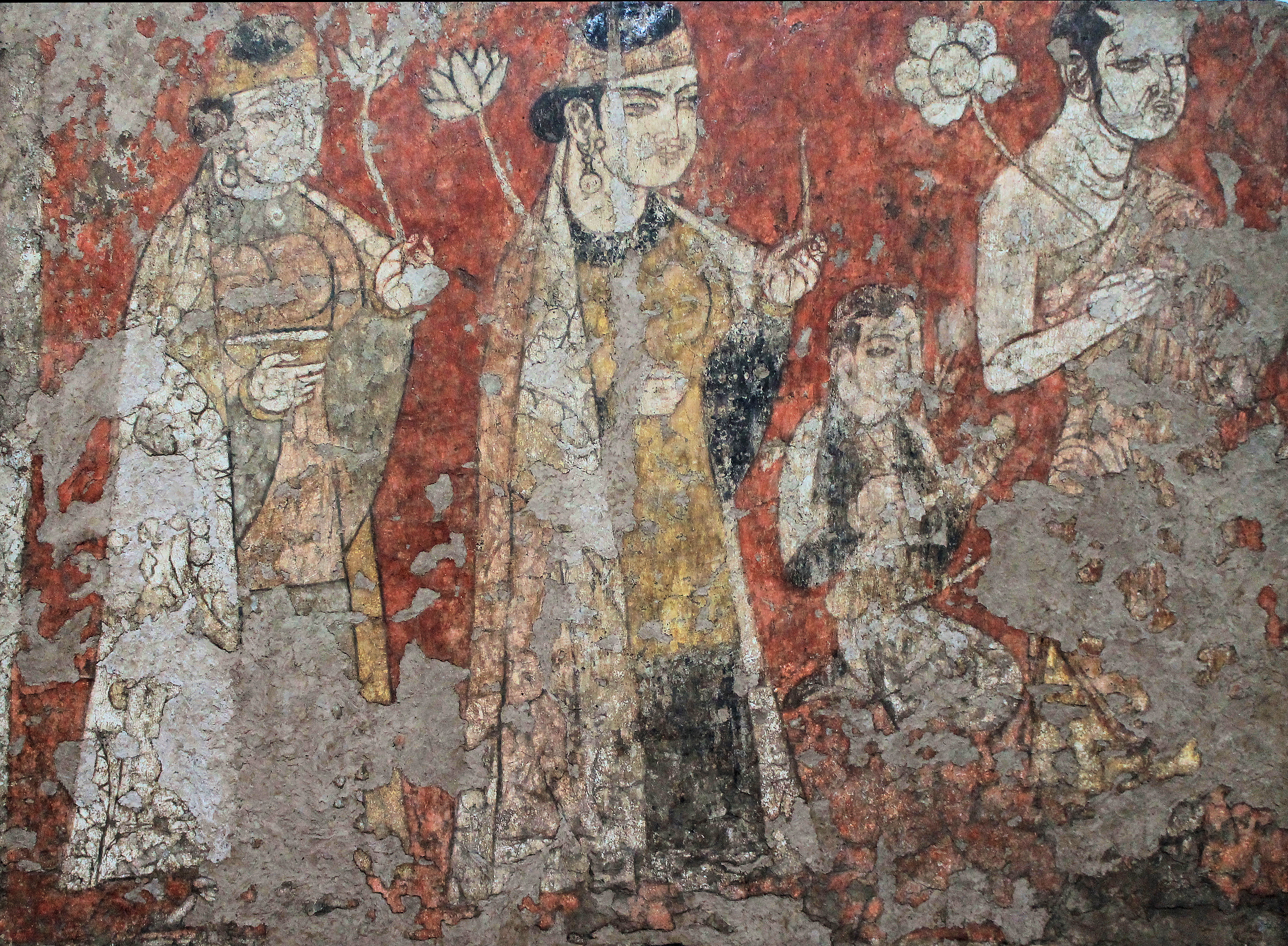
Буддийская фреска из Калаи Кафирниган, Музей национальных древностей, Душанбе, Таджикистан. VII-начало VIII века[13][14].
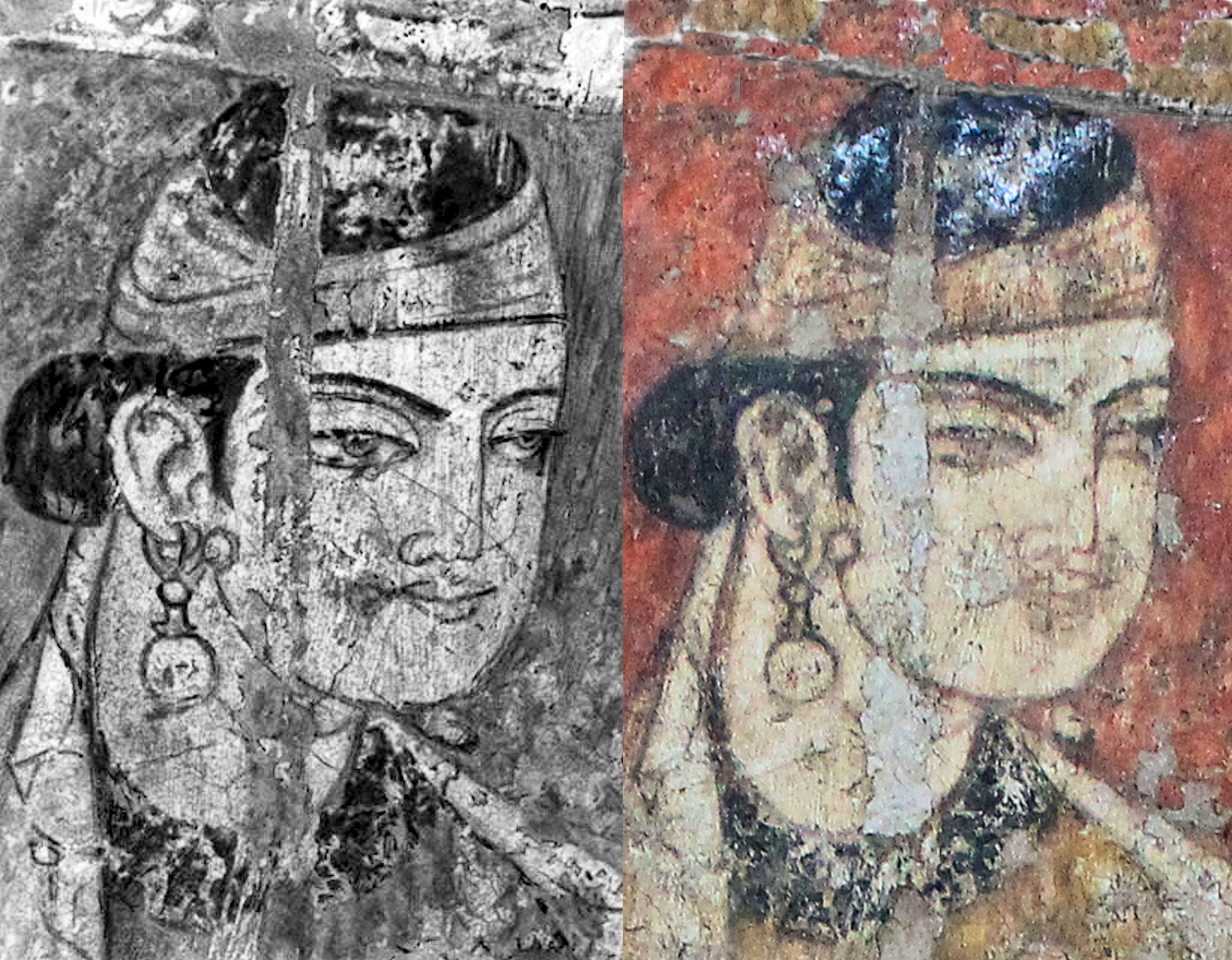
Женщина-служитель в Калаи Кафирнигане. VII-начало VIII века[13].
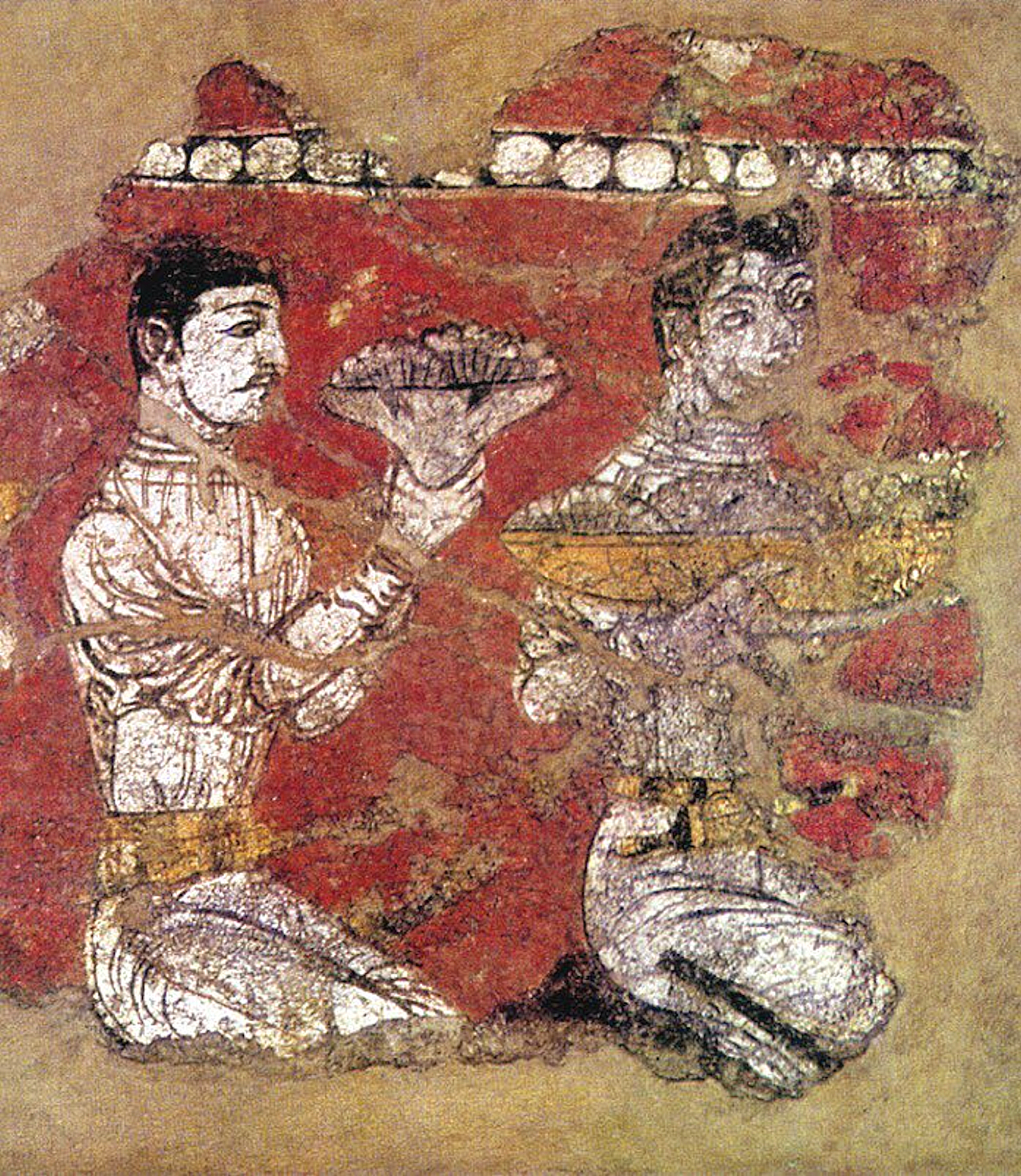
Буддийская фреска Аджина-Тепе, Таджикистан, VII-VIII вв. н. э.
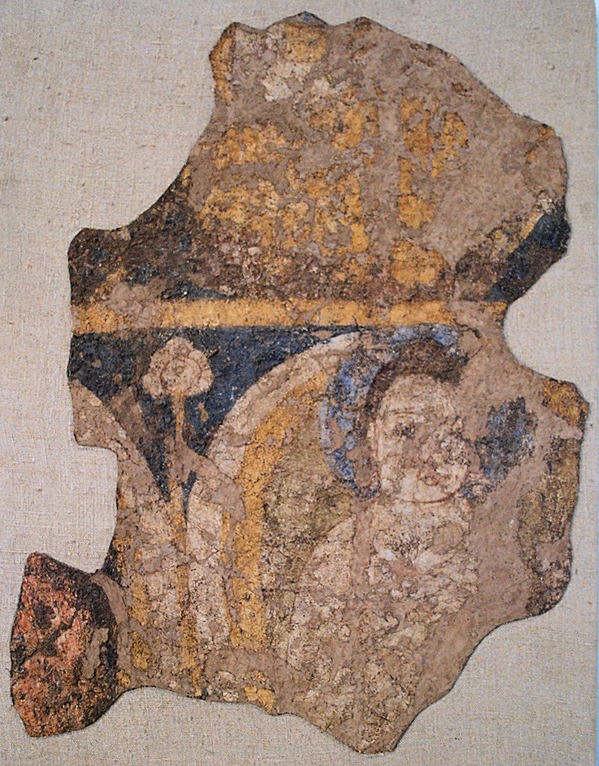
Буддийская фреска из монастыря в Аджина-Тепе. Душанбе — Национальный музей древностей[13].

Фрески Бамиана и их служители
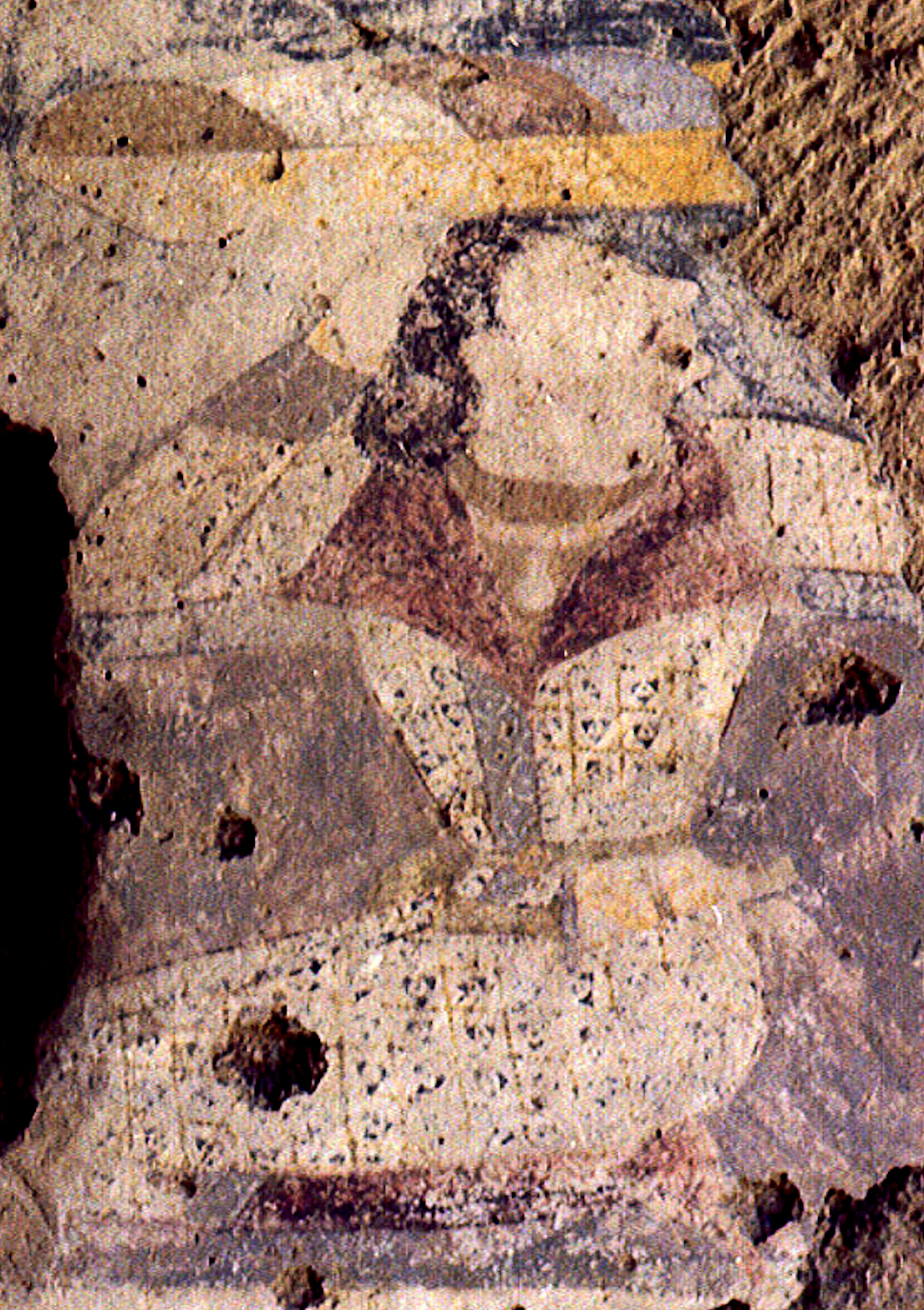
Служитель в двойном отвороте кафтана, левая стена ниши 53-метрового Будды. Бамиан
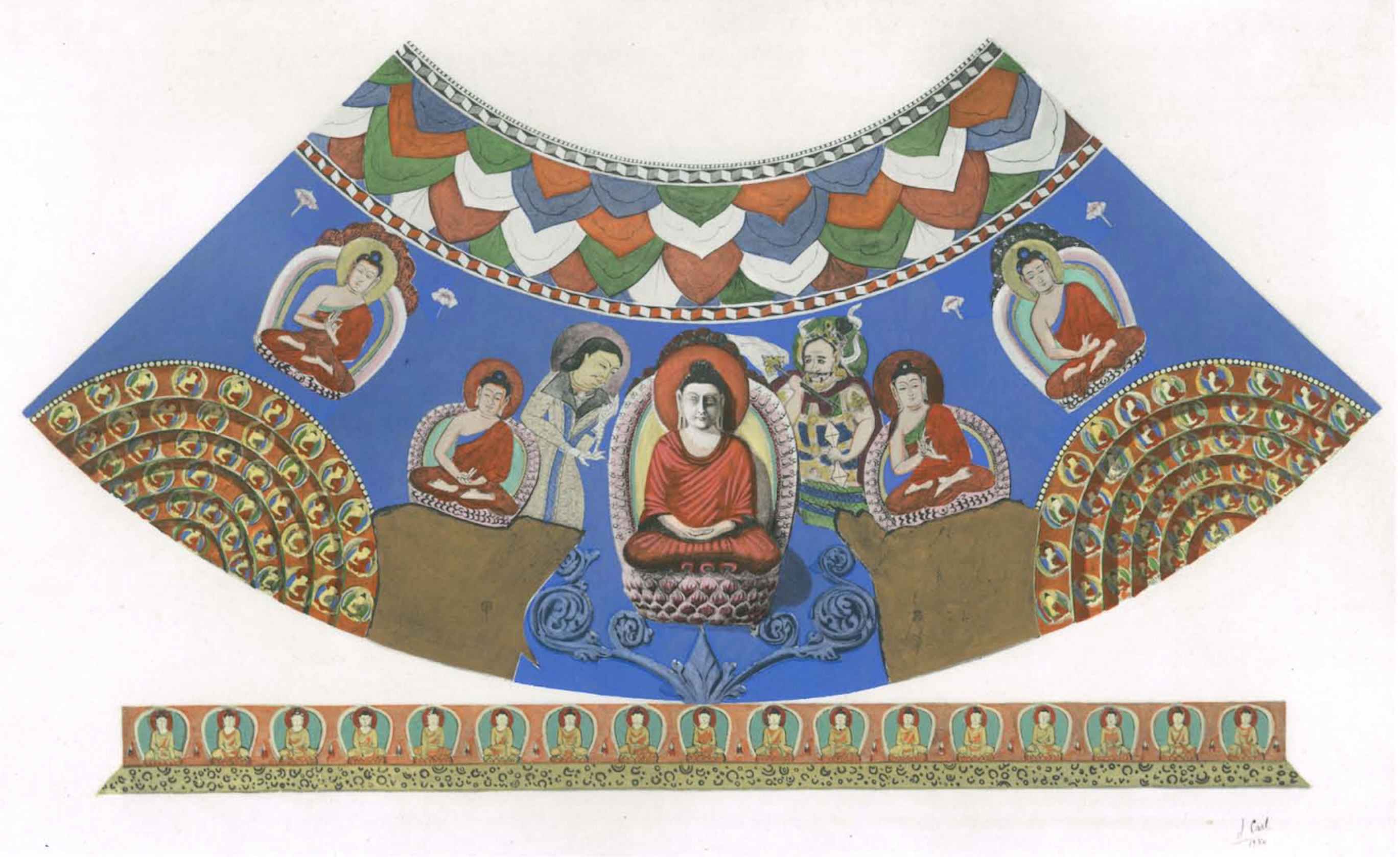
Будда и служитель в кафтане. Бамиан
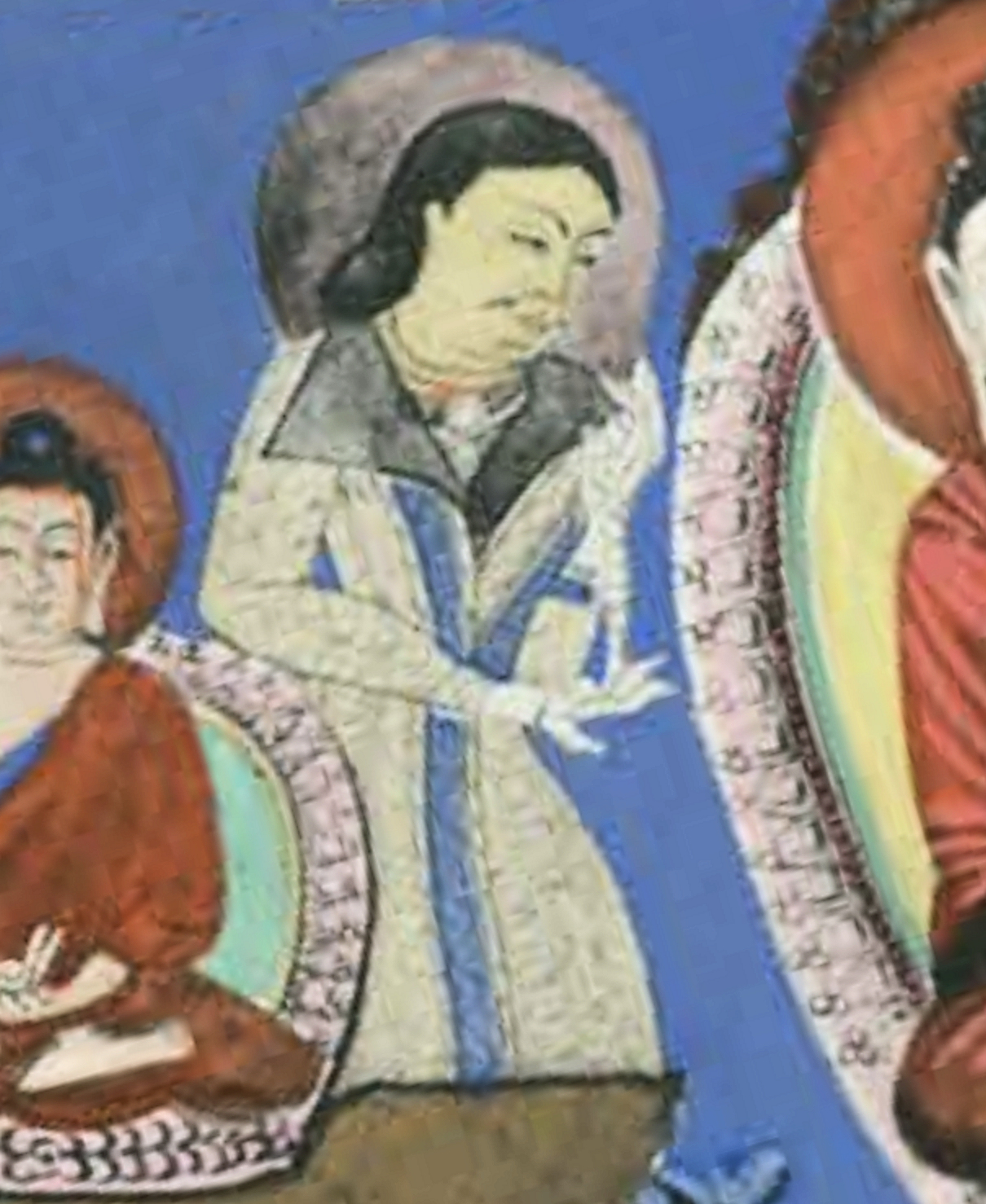
Служитель в кафтане рядом с Буддой. Бамиан (фрагмент)